# Condado de Palo Alto
El condado de Palo Alto (en inglés: Palo Alto County, Iowa), fundado en 1851, es uno de los 99 condados del estado estadounidense de Iowa. En el año 2000 tenía una población de 10 147 habitantes con una densidad poblacional de 7 personas por km². La sede del condado es Emmetsburg.

## Geografía
Según la Oficina del Censo, el condado tiene un área total de 1475 km² (569,5 mi²), de la cual 1460 km² (563,7 mi²) es tierra y 14 km² (5,4 mi²) es agua.

### Condados adyacentes
- Condado de Emmet norte
- Condado de Kossuth este
- Condado de Pocahontas sur
- Condado de Clay oeste

## Demografía
En el 2000 la renta per cápita promedia del condado era de $32 409, y el ingreso promedio para una familia era de $41 808. El ingreso per cápita para el condado era de $17 733. En 2000 los hombres tenían un ingreso per cápita de $28 344 contra $19 655 para las mujeres. Alrededor del 10.60% de la población estaba bajo el umbral de pobreza nacional.
| 1900   | 1910   | 1920   | 1930   | 1940   | 1950   | 1960   | 1970   | 1980   | 1990   | 2000   |
| ------ | ------ | ------ | ------ | ------ | ------ | ------ | ------ | ------ | ------ | ------ |
| 14 354 | 13 845 | 15 486 | 15 398 | 16 170 | 15 891 | 14 736 | 13 289 | 12 721 | 10 669 | 10 147 |

## Lugares

### Ciudades y pueblos
- Ayrshire
- Curlew
- Cylinder
- Emmetsburg
- Graettinger
- Mallard
- Rodman
- Ruthven

### Principales carreteras
- U.S. Highway 18
- Carretera de Iowa 4
- Carretera de Iowa 15